# Puppets of Fate (film 1921)
Puppets of Fate è un film muto del 1921 diretto da Dallas M. Fitzgerald.

## Produzione
Il film fu prodotto dalla Metro Pictures Corporation.

## Distribuzione
Il copyright del film, richiesto dalla Metro Pictures Corp., fu registrato il 29 marzo 1921 con il numero LP16340. Distribuito dalla Metro Pictures Corporation, il film uscì nelle sale cinematografiche statunitensi il 28 marzo 1921.
Copia completa della pellicola si trova conservata negli archivi della Cinemateca Brasileira di San Paulo.